# HzL VT1 und VT2
Die Dieseltriebwagen VT1 und VT2 der Hohenzollerischen Landesbahnen (HzL) wurden 1934 von der Dessauer Waggonfabrik hergestellt.
Die Fahrzeuge waren bei der Gesellschaft etwa 40 Jahre im Einsatz. 1973 und 1974 wurden sie ausgemustert und verschrottet.

## Geschichte und Einsatz
Nachdem 1928 bei der HzL eine Trennung von Personen- und Güterverkehr nicht genehmigt wurde, griff die Gesellschaft 1933 diese Idee wieder auf. Grund dafür war der Fahrgastschwund beim Personenverkehr von 50 % in diesen Jahren. Als erste Maßnahmen wurden die Fahrpreise um 38 % gesenkt und gleichzeitig die Beschaffung von zwei Dieseltriebwagen aus der Dessauer Waggonfabrik beschlossen. Bereits zum 1. Dezember 1934 konnten diese in Dienst gestellt werden. Zusammen mit den Triebwagen wurden mehrere Beiwagen beschafft, die mit einem Achsstand von 5.000 mm etwas kürzer waren.
Mit den Triebwagen gelang es, auf der 78 km langen Strecke Eyach – Sigmaringen die Fahrtzeit von 167 Minuten auf 124 Minuten zu senken. Die Wagen wurden von der Bevölkerung sehr gut angenommen, und die Fahrgastzahlen konnten stark gesteigert werden. Die Motorleistung wurde auf 150 PS festgelegt, um auf den Steilstrecken der HzL im Einwagenbetrieb mit 40 km/h und im Betrieb mit einem Beiwagen mit 30 km/h verkehren zu können. Dabei musste auf dem Abschnitt zwischen Hechingen und Burladingen auf 13 km Länge ein Höhenunterschied von 242 m mit Steigungen bis 36 ‰ überwunden werden. Dabei traten Krümmungen bis 250 m Radius auf, wobei der Abschnitt um Gammertingen mit der S-Kurve zur Höhe nach Neufra mit zu beachten war.
Zwei Jahre später beschaffte die Gesellschaft mit dem HzL VT3 einen weiteren Triebwagen. Der Kauf weiterer Fahrzeuge mit Verbrennungsmotoren konnte wegen des Zweiten Weltkrieges nicht realisiert werden. Zu Beginn des Krieges wurden alle Fahrzeuge mit Dieselmotor stillgelegt und die Motoren für kriegswichtige Zwecke verwendet.
Beide Triebwagen überstanden den Krieg, sodass sie danach wieder eingesetzt werden konnten. Sie konnten sich lange im Betriebsdienst halten, besonders, weil sich die nach Kriegsende hergestellten Uerdinger Schienenbusse nicht sonderlich bewährten, schwächer als die Dessauer Wagen waren und keine Zug- und Stoßeinrichtung besaßen, sodass keine Güterwagen transportiert werden konnten. Erst mit der Lieferung der MAN-Schienenbusse ab 1960 wurden verbesserte Fahrzeuge geliefert.
Die Dessauer Triebwagen waren weiterhin auf der Strecke Eyach – Sigmaringen eingesetzt, als Heimatbahnhof wurde in den 1960er Jahren Haigerloch angegeben.
Der VT1 hatte 1960 einen Unfall. Bei der Instandsetzung erhielt die Stirnseite neue Scheinwerfer und rote Schlussleuchten. Der VT2 blieb im Originalzustand.
Mit der Lieferung neuerer und größerer Fahrzeuge, die mit dem Differentialwandlergetriebe Erleichterungen für das Fahrpersonal boten, sowie durch Streckenstilllegungen, wurden die Vorkriegsfahrzeuge nach und nach überflüssig und bis 1974 ausgemustert. Verschrottet wurden sie um 1975.

## Konstruktive Merkmale

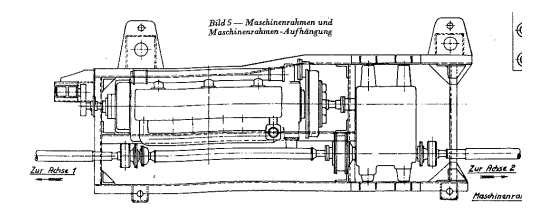
Prinzipskizze der Antriebsanlage des VT1 auf einer Lichtpause aus Verkehrstechnik

Äußerlich, besonders durch die seitliche Fensterteilung, sind beide Triebwagen den Fahrzeugen Wittlager Kreisbahn T1 und T2 ähnlich. Diese hatten jedoch einen Daimler-Benz-Motor.
Der Wagenkasten ist eine Leichtbaukonstruktion und völlig als Schweißkonstruktion hergestellt. Die Seitenwände waren glatt konstruiert, sodass eine leichte Unterhaltung des Anstriches möglich war. In den Stirnwänden waren Übergangstüren mit Übergangsblechen für den Fahrzeugverbund vorhanden. Die Fenster waren sehr groß gehalten, um den Fahrgästen eine gute Aussicht auf die Strecke zu ermöglichen. Die beiden mittleren Fenster jeder Seitenwand waren herablassbar.
Die Einstiegsräume hatten 1.050 mm breite Schiebetüren. Auf der rechten Seite hatte der Triebwagenführer seinen Arbeitsplatz. Beide Abteile waren durch Trennwände getrennt, etwa gleich groß und in Raucher- und Nichtraucherabteil aufgeteilt. Die Triebwagen hatten einen Abort.
Die Maschinenanlage wurde dem vorhandenen Leistungsprogramm entnommen und auf 150 PS festgelegt. Die Gesellschaft entschied sich für einen Sechszylinder-Motor von MAN. Er besaß ein Kurbelgehäuse aus Gusseisen mit auswechselbaren Zylinderlaufbuchsen. Als Leistungsübertragung diente eine Sonderbauform des Mylius-Getriebes. Angelassen wurde der Motor elektrisch durch eine Anlage von Bosch.
Wegen des Steigungsbetriebes wurde ein Zweiachsantrieb gewählt. Beide Achsen waren mit Kardanwellen mit dem Getriebe verbunden. Der Triebwagenführer hatte die Möglichkeit, durch ein Ventil auf dem Führerstand einen Antriebsstrang zu trennen, sodass sich wahlweise eine Achsfolge B oder A1 ergab. Die Motorkonfiguration gestattete also die Ausführung als Einmotorfahrzeug. Motor und Getriebe waren auf einem Hilfsrahmen gelagert, der am Untergestell federnd aufgehängt war. Durch starke Gummipuffer wurde gewährleistet, dass sich Schwingungen nicht auf den Wagenkasten übertrugen.
Als Bremse war eine Klotzbremse Bauart Knorr mit acht Bremsklötzen vorhanden, die sich für den Steigungsbetrieb als die sicherste Variante erwies. Die Bremsluft wurde von einem Kompressor erzeugt, der ständig mit dem Motor verbunden war. Das Laufwerk bestand aus zwei Lenkachsen mit Gleitlagerung. Die Abfederung des Wagenkastens erfolgte mit Blattfedern.
Als Heizung war eine Warmwasserheizung mit einem unterflur angeordneten Ofen vorhanden. So konnte der Kühlwasserkreislauf des Motors vorgewärmt oder vor dem Einfrieren gesichert werden. Zur Erhöhung der Sicherheit war der Triebwagen mit einer Totmanneinrichtung ausgerüstet. Das Untergestell war schwarz lackiert, das Dach aluminiumfarbig ausgeführt, die Seitenwände unter der Brüstung signalrot und oberhalb elfenbeinfarbig. Diese Lackierung behielten sie bis zu ihrer Ausmusterung.